# Pachyagrotis wichgrafi
Pachyagrotis wichgrafi là một loài bướm đêm trong họ Noctuidae.